# 阿巴诺泰尔梅
阿巴诺泰尔梅（義大利語：Abano Terme），是意大利威尼托大区帕多瓦省的一个市镇。总面积21.57平方公里，人口19657人，人口密度911.3人/平方公里（2009年）。国家统计（ISTAT）代码为028001。